# Secretaria General Tècnica (Ministeri de Defensa)
La Secretaria General Tècnica (SEGENTE) del Ministeri de Defensa d'Espanya és un òrgan directiu que depèn de la Subsecretaria de Defensa. Fou creada en 1977, juntament amb la SEGENPOL, SEGENECO i SEGENPER, inspirada en les seccions tradicionals de l'Estat Major.

## Funcions
Entre les funcions de la SEGENTE destaquen:
- Impulsar i coordinar l'elaboració normativa, així com informar les disposicions generals, tramitar les consultes al Consell d'Estat i proposar la revisió i refundició de texts legals.
- Elaborar estudis i informes sobre quants assumptes siguin sotmesos a la deliberació del Consell de Ministres, de les comissions delegades del Govern i de la Comissió General de Secretaris d'Estat i Subsecretaris.
- Proposar i elaborar normes sobre reformes d'organització, procediments i mètodes de treball.[4]
- Coordinar i, si escau, executar les actuacions relatives a estudis socials, així com planificar i coordinar les relacionades amb l'estadística i la recerca operativa.
- Inserir en el «Butlletí Oficial del Ministeri de Defensa» les disposicions generals, resolucions i actes administratius que corresponguin.[5]
- Coordinar, gestionar i inspeccionar les delegacions de defensa i les residències militars dependents de la Subsecretaria.
- Tramitar els conflictes d'atribucions que correspongui resoldre al Ministre, al Subsecretari o a una altra autoritat superior del Departament.
- Tramitar i formular propostes de resolució dels recursos administratius, de les reclamacions d'indemnització per responsabilitat patrimonial de l'Administració General d'Estat i de les sol·licituds formulades a l'empara del dret de petició, així com tramitar els procediments de revisió d'ofici.
- Realitzar les actuacions derivades dels recursos contenciosos-administratius.
- Dirigir els serveis d'informació administrativa i atenció al ciutadà.
- Gestionar el programa editorial i les publicacions.
- Coordinar les biblioteques, arxius i museus del Departament i el seu patrimoni cultural.
- Gestionar els serveis de reprografia de l'òrgan central i coordinar les impremtes del Departament.
- La gestió dels serveis bibliotecaris i de documentació i del subsistema arxivístic de l'òrgan central.
- Coordinar, gestionar i inspeccionar el Servei de Cria de Cavalls de les Forces Armades.[6]

## Estructura
Els órgans que depenen directament de la Secretaria General Tècnica són els següents:
- Vicesecretaria General Tècnica.
- Subdirecció General de Recursos i Informació Administrativa.
- Subdirecció General de Publicacions i Patrimoni Cultural.
- Subdirecció General d'Administració Perifèrica.

## Titulars
L'actual titular de la Secretaria General Tècnica és Miguel Martín Bernardi, des de 2018.
- Miguel Martín Bernardi (2018-)[7]
- David Javier Santos Sánchez (2012-2018)[8]
- Antonio Bueno Rodríguez (2010-2012)[9]
- Tomás Suárez-Inclán González (2007-2010)
- María Victoria San José Villacé (2006-2007)
- Adolfo Hernández Lafuente (2004-2006)
- Isabel Revuelta de Rojas (2000-2004)
- Diego Chacón Ortiz (1994-2000)
- Santos Castro Fernández (1992-1994)
- Antoni Flos Bassols (1984-1992)
- Gregorio García Ancos (1983-1984)
- Mauricio Hermida Guerra-Mondragón (1980-1983)
- Manuel María Mejías (1979-1980)
- Luis Serena Guiscafré (1977-1979)